# Pronyl-Lysin
Pronyl-Lysin (aus Pyrrolinon-Reduktonyl-Lysin) ist eine Verbindung, die beim Erhitzen von Lysin oder lysinhaltigen Proteinen mit Zuckern entsteht und in vielen Lebensmitteln wie Brot, Bier und Kaffee enthalten ist. Es gehört zu den niedermolekularen Melanoidinen.

## Geschichte
Nach der Entdeckung der positiven gesundheitlichen Eigenschaften der Melanoidine im Jahre 2001 wurde verstärkt versucht, diese Substanzen aus Lebensmitteln zu extrahieren und ihre Struktur aufzuklären. Da die Stoffgruppe sehr inhomogen ist und Polymere mit Massen bis zu 100.000 Dalton vorkommen, gelang es zunächst nicht, einzelne Melanoidine zu extrahieren. Erst 2002 konnte das Pronyl-Lysin aus der Kruste von Roggenmischbrot isoliert und dessen antioxidativen Eigenschaften gezeigt werden.

## Darstellung und Eigenschaften
Pronyl-Lysin entsteht durch Erhitzen einer Hexose wie Glucose und Lysin unter Wasserabspaltung. Dabei wird zunächst die Glucose zum Acetylformoin kondensiert, das dann mit Lysin zu einer Vorstufe des Pronyl-Lysins reagiert. Die Carbonsäure-Gruppe des Moleküls wird mit Methanol verestert und die Vorstufe dann mit Essigsäure zum Endprodukt umgesetzt:
Im Laborversuch zeigte Pronyl-Lysin bei menschlichen Darmkrebszellkulturen eine Erhöhung der Aktivität der Glutathion-S-Transferase (GST) und eine Hemmung der NADPH-Cytochrom-c-Reduktase. Daraus leiteten die Forscher eine antioxidative und chemopräventive Aktivität ab, die auch in aktuellen Untersuchungen an Ratten belegt werden konnte. Die Wirkung als Krebsinhibitor wird dagegen zurzeit von seriösen Quellen wie dem Bundesinstitut für Risikobewertung eher vorsichtig beurteilt.